# Ohaba (gmina)
Ohaba – gmina w Rumunii, w okręgu Alba. Obejmuje miejscowości Colibi, Măghierat, Ohaba i Secășel. W 2011 roku liczyła 757 mieszkańców. 